# Sensorische zenuw

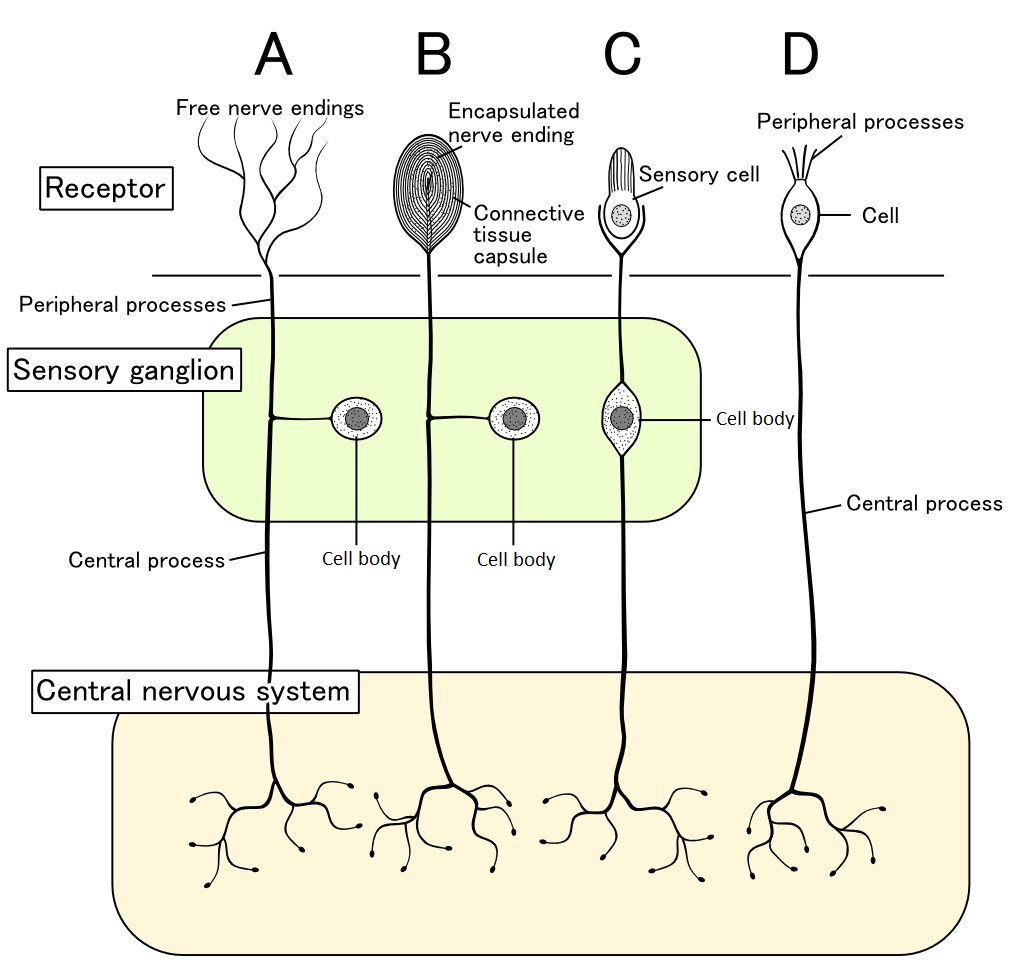
Structuur van het menselijk zintuigelijke zenuwstelsel

Een sensorische zenuw, ook wel afferente zenuw (afferent = aanvoerend) is een gevoelszenuw. Het zenuwstelsel is via sensorische zenuwen functioneel verbonden met het organisme en de omgeving.
Prikkels uit het milieu worden door de zintuigcellen opgevangen en als impulsen via de sensorische zenuwen naar het centraal zenuwstelsel (CZS) geleid waar ze in het ruggenmerg aan de rugzijde binnenkomen. Dit soort prikkels noemt men exteroceptieve prikkels. Het CZS reageert hierop via de motorische zenuwen die de spieren aansturen. De hieruit volgende bewegingen worden gecontroleerd en gereguleerd via sensorische zenuwen, door middel van proprioceptieve prikkels.
Om onderscheid te maken tussen sensibiliteit op externe en interne prikkels wordt dus gesproken van exteroceptieve en proprioceptieve sensibiliteit.